# Лебедєв В'ячеслав Боніфатійович
океанолог
В'ячесла́в Боніфа́тійович Ле́бедєв (28 лютого 1881, м. Острогозьк, Воронізької губернії – 29 травня 1931, біля м. Аральськ, Казахська РСР) — український радянський гідролог, океанолог , професор.

## Життєпис
В'ячеслав Боніфатійович Лебедєв народився у м. Острогозьк Воронізької губернії 28 лютого 1881 року.
В 1908 році закінчив природниче відділення фізико-математичного факультету Новоросійського університету в Одесі. В цьому ж університеті залишився працювати для підготовки до професорського звання при кафедри географії, якою керував Г. І. Танфільєв. Одночасно в 1905—1909 роках вчителював в Одесі.
В 1909—1913 роках був аспірантом-стажистом на біологічній станції у місті Берґен (Норвегія).
В 1913 році здав іспит на ступінь магістра географії.
В 1913–1916 роках працював асистентом завідувача географічного кабінету, а у 1916–1920 роках — приват-доцентом Новоросійського університету та Одеського вищого міжнародного інституту (1916—1918 рр.).
З 1921 року працював доцентом в Одеському інституті народної освіти (ОІНО), а з 1927 року — професором науково-дослідної кафедри геології та географії ОІНО. У 1928—1930 роках був завідувачем сектором географії кафедри.
В 1927 році рішенням Народного комісаріату освіти УРСР був затверджений у вченому званні професора.
З 1930 року працював завідувачем кафедри географії Одеського інституту професійної освіти.
Трагічно загинув під час наукової експедиції 29 травня 1931 року в Казахстані поблизу міста Аральськ. Похований в Одесі на 2-му християнському кладовищі.

## Наукова діяльність
Працював в галузях лімнології, картографії, океанографії, гідробіології.
Провідний напрямок дослідження — фізична географія. Досліджував гідрологічні та гідробіологічні особливості Одеської затоки.  Встановив  зв'язок  між зміною планктону і коливанням температури та солоності морських вод, а також вплив на планктон забрудненої органікою води, що поступає з берега. Був секретарем Новоросійського товариства природодослідників.
Багато уваги приділяв шкільній географії. Автор багатьох статей у «Хрестоматії комплесника»: « Історія Землі»; « Будова Всесвіту»; «Географічний огляд України»; «Степовий клімат».

## Праці
- К гидрологии прибрежной зоны Одесского залива // Записки Новороссийского общества естествоиспытателей.  –  1909.  –  Т. 37.
- Наблюдение над составом и сменой планктона Одесского залива // Записки Общества сельского хозяйства Южной России.  –  1918.   – Т. 87, кн. 1
- У земных полюсов// Естествознание и география.  –  1912.  –  № 3/4.
- Наши лиманы как объект школьных экскурсий// Школьные экскурсии и школьный музей.  –  Одесса, 1915.
- Гидрологические наблюдения на Черном море между Одессой и Херсоном// Вісник Одеської комісії краєзнавства при ВУАН.  –  1924.  –  Ч. 1.
- Съемка и составление плана.  –  Одесса, 1922.
- Работы на географических экскурсиях.  –  Вып. 1.  –  М.: Знание, 1925.   –  47 с.
- Хрестоматія комплексника. –   Харків, 1928.